# Julie Billiart
Svatá Julie Billiart (narozena 12. července 1751 v Cuvilly v Pikardii ve Francii, zemřela 8. dubna 1816 v Namuru, v Belgii) byla francouzská řeholnice, zakladatelka a první generální představená Kongregace sester Notre Dame de Namur.

## Mládí
Julie se narodila 12. 7. 1751 chudým rodičům v Cuvilly ve Francii. Ráda pomáhala místnímu faráři. Také kolem sebe shromažďovala děvčata a hochy, kterým vyprávěla o Bohu.

## Ochrnutí, revoluce
V roce 1774 byl její otec napaden, Julie s ním vše prožívala. Následně vypětím nervů ochrnula. I při svém ochrnutí se snažila o apoštolát.
Za francouzské revoluce byl na faře v Cuvilly kněz, který podepsal schismatickou přísahu republice a část vesnice přestala na jeho bohoslužby chodit. Julie byla obviněna, že poskytuje úkryt tajně působícím kněžím. Byla obviněna z čarodějnictví. Proto byla nucena za pomoci několika přátel prchnout z Cuvilly.
Na útěku pobývala na několika místech, posledním bylo město Amiens.

## Vznik kongregace
V roce 1804 Julie za pomoci šlechtičny Francis Blinnové de Bourdon založila kongregaci Naší milé Paní, která byla určena pro výchovu a výuku dívek.
Kongregace se od počátku potýkala s problémy. V důsledku pomluv byla kongregace biskupem v Amiens zakázána a Julie se sestrami se odebrala do Belgie, kde bylo předtím založeno několik domů kongregace.

## Závěr života
Julie v Belgii pokračovala v práci v kongregaci. Zemřela roku 1816, doživše se ještě znovupovolení kongregace ve Francii. Kanonizoval jí papež sv. Pavel VI. roku 1969.